# Parque Guedes
Parque Guedes é um bairro no distrito de Ermelino Matarazzo, na cidade de São Paulo.